# Barbro Westholm
Barbro Charlotta Westholm, född 16 januari 1925 i Gävle, död 26 november 2018 i Västerås, var en svensk journalist, läroboksförfattare och lärare.

## Biografi
Westholm var dotter till advokat Gösta Hjorth och hans maka Lilli Hjorth (född Olsson). Hon blev filosofie kandidat vid Uppsala universitet 1950, filosofie magister 1970 och avlade ämneslärarexamen i Stockholm 1971. Hon var vikarierande reporter på Aftontidningen och Varbergsposten 1946, förbundssekreterare och redaktör hos Sveriges Husmodersföreningars Riksförbund 1951–1955 och biträdande studierektor där 1964–1971. Hon medverkade i fortbildningskurser för lärare inom områdena familjekunskap och könsroller 1963–1972 och var manusförfattare på Sveriges Radios televisionsavdelning 1963–1964. Under åren 1964–1969 var hon fackskolelärare i familjekunskap på Fryxellska skolan i Västerås och från 1969 fram till sin pension 1990 gymnasielärare i samhällskunskap och socialkunskap på Rudbeckianska gymnasiet i Västerås. År 1964 var hon  expert inom området familjekunskap i 1960 års lärarutbildningssakkunniga. 
Hon var från 1952 gift med gymnasieläraren och litteraturkritikern Carl Axel Westholm (född 26 juni 1925, död 14 maj 1995) och fick tillsammans med honom två barn, bland dem Anders Westholm. Makarna Westholm är begravna på Hovdestalunds kyrkogård.